# Alphonse Matejka
Alphonse Matejka (9 de enero de 1902 en San Galo, Suiza - 27 de octubre de 1999 en La Chaux-de-Fonds, Suiza) fue un famoso occidentalista de origen checo.